# بت‌گرل
بت‌گرل (به انگلیسی: Batgirl) عنوان چندین شخصیت خیالی ابرقهرمان در کتاب‌های کامیک آمریکایی منتشر شده توسط دی‌سی کامیکس است که به عنوان همتایان مؤنث شخصیت ابرقهرمان بتمن به‌شمار می‌روند. اگرچه شخصیت بِتی کِین در سال ۱۹۶۱ به نویسندگی بیل فینگر و طراحی شلدون ملدوف به عنوان نخستین بت گرل در دنیای کمیک حضور پیدا کرد، در سال ۱۹۶۷ باربارا گوردون جایگزین وی شد و از آن هنگام او به عنوان بت گرل اصلی شناخته می‌شود. او دختر ارشد کمیسر گوردون است، فردی که بارها به بتمن کمک و او را یاری کرده است.

## توصیف شخصیت‌ها

### باربارا گوردون
او از خانواده گوردون به دنیا آمد. پدرش بازپرس گاتهام بود و مدتی بعد از تولد در نوجوانی مادرش را از دست می‌دهد. از آن به بعد از پدرش مواظبت می‌کند و به او می‌رسد. دیری نمی‌پاید که به هویت بتمن (بروس وین) پی می‌برد، از این رو تصمیم می‌گیرد به او کمک کند و در هیبت خفاش به عنوان جفت بتمن ظاهر می‌شود.
او به بتمن کمک فیزیکی می‌کند تا اینکه یک بعدازظهر هنگامی که با پدرش در خانه دربارهٔ جوکر صحبت می‌کردند، زنگ در می‌خورد و باربارا برای بازکردن در می‌رود که جوکر جلوی در تیری به او می‌زند و کمیسر گوردون را می‌دزدد تا دیوانه کند. این اتّفاق باعث می‌شود باربارا به مدت سه سال فلج شود. این اتّفاق در کمیک بتمن: شوخی کشنده (به انگلیسی: Batman: The Killing Joke) می‌افتد. اما او از کمک به بتمن دست نمی‌کشد و حتی بعد از این هم بر روی صندلی چرخدار با هویت اوراکل یا وحی به بتمن کمک می‌کند و به او اطّلاعات می‌دهدو بعد از سه سال دوباره قدرت راه رفتن را به دست می‌آورد و دوباره به عنوان بت گرل برای کمک به مردم بازمی‌گردد در کمیک(Batgirl New 52) این اتفاق می‌افتد.

## رسانه‌ها و بازی‌های ویدئویی
او در مجموعه انیمیشن بتمن حضور داشته است و همچنین در بازی‌های ویدئویی بتمن: تیمارستان آرکهام، و در سری دوم این بازی بتمن: شهر آرکهام نیز بوده است.